# Sơn Ca (ca sĩ)
Sơn Ca (tên khai sinh: Nguyễn Thị Tuyết Nga, sinh năm 1953) là một nữ ca sĩ người Việt Nam thành danh tại Sài Gòn trước năm 1975, đương thời được người hâm mộ đặt biệt hiệu là "Cô Thắm". Bà và ca sĩ Họa Mi cùng là học trò của nhạc sĩ nổi tiếng Hoàng Thi Thơ. Tên tuổi Sơn Ca gắn liền với các sáng tác của nhạc sĩ Hoàng Thi Thơ, và cũng nổi danh cùng ca sĩ Bùi Thiện thành cặp song ca ăn ý.

## Tiểu sử
Sơn Ca sinh ngày 5 tháng 1 năm 1953 tại Sài Gòn. Cha mẹ bà là người miền Bắc Việt Nam, vào miền Nam Việt Nam lập nghiệp từ năm 1945 và bà là chị cả trong gia đình sáu người con. Thời niên thiếu, bà theo học tại Trường Nữ trung học Lê Văn Duyệt ở tỉnh Gia Định. Bà có theo học một thời gian tại Trường Quốc gia Âm nhạc và được luyện giọng bởi người thầy và sau này cũng chính là bạn diễn ăn ý nhất của bà, đó là nam ca sĩ Bùi Thiện, song song với việc học văn hóa. Lên đại học, bà theo học Trường Đại học Luật khoa Sài Gòn và có tham gia các buổi văn nghệ nghiệp dư của trường. Thời gian này Sơn Ca không có ý định theo nghề ca hát. Tuy nhiên, qua một lần nhạc sĩ Hoàng Thi Thơ xem văn nghệ đã khiến ông để ý đến giọng hát của bà, đến tận nhà cô sinh viên năm nhất để đề nghị thử giọng với các sáng tác của ông. Không ngờ, giọng hát của bà lại phù hợp với các sáng tác của Hoàng Thi Thơ. Ngoài ra, cũng vì kế sinh nhai mà Sơn Ca đã nhờ nhạc sĩ Hoàng Thi Thơ giúp đỡ bước vào đường ca hát, dù vị nhạc sĩ không có chủ ý đào tạo ca sĩ. Bước đầu, nhờ giọng hát trong trẻo và những nhạc phẩm mộc mạc, vui tươi mang âm hưởng dân ca của Hoàng Thi Thơ, tên tuổi bà đã nhanh chóng được biết đến những chương trình truyền thanh và truyền hình. Nghệ danh "Sơn Ca" như bà chia sẻ là do cha bà đặt cho và nghi vấn thú vị rằng đó chính là tên của người yêu cũ của ông. Riêng biệt hiệu "Cô Thắm" do khán thính giả mến chuộng đặt cho sau khi xem Sơn Ca diễn hoạt cảnh "Cô Thắm về làng" (Giao Tiên).
Sơn Ca bắt đầu thu băng nhạc vào năm 1973. Nếu xét về băng nhạc đơn ca riêng mình bà thì có băng Sơn Ca 8 - Tiếng hát Sơn Ca do hãng dĩa hát Sơn Ca của nhạc sĩ Phượng Linh thực hiện với 18 ca khúc như trường ca Hòn vọng phu (Lê Thương), Mùa thu cho em (Ngô Thụy Miên & Thụy Anh), Đường xưa lối cũ (Hoàng Thi Thơ),... Còn nếu xét về các băng tổng hợp nhiều ca sĩ thì có khá nhiều, điển hình bà góp giọng trong cả ba băng Hoàng Thi Thơ 1, 2 và 3 do chính nhạc sĩ Hoàng Thi Thơ thực hiện. Đương thời và cả sau khi ra hải ngoại, người mến mộ vẫn thường nhớ đến bà với các tiết mục song ca với Bùi Thiện. Cặp đôi nghệ sĩ này cũng do bàn tay tạo dựng của Hoàng Thi Thơ nhằm tránh nhàm chán cho khán thính giả.
Giai đoạn 1972-1973, bên cạnh tham gia các chương trình truyền thanh và truyền hình của nhạc sĩ Hoàng Thi Thơ, Sơn Ca còn góp giọng trong những chương trình Nghệ sĩ với chiến sĩ trên Đài phát thanh Quân đội Quân Đội cùng với Nguyễn Đình Toàn và cộng tác với các ban nhạc trên trên đài Sài Gòn, thỉnh thoảng còn đóng kịch với ban kịch của Dạ Thảo.
Sau sự kiện 30 tháng 4 năm 1975, bà cộng tác với vài đoàn ca kịch của các nghệ sĩ như Kim Cương và Thẩm Thúy Hằng đi diễn tỉnh để được sống tiếp tại thành phố thay vì bị cưỡng ép đi vùng kinh tế mới. Bà lập gia đình năm 1976 và vượt biên năm 1979 cùng chồng và em gái ruột, sau đó định cư tại San Jose, California, Hoa Kỳ từ năm 1980. Một năm sau, gia đình bà chuyển sang Houston, Texas kiếm sống với nghề trông coi tiệm tạp hóa và cây xăng nhưng không yên ổn vì nạn cướp bóc, khiến bà phải tìm đường về quận Cam, miền nam California sinh sống. Tại đây Sơn Ca tái ngộ người thầy Hoàng Thi Thơ. Từ năm 1984 đến 1990, bà thực hiện một loạt băng nhạc "Tiếng hát Sơn Ca hải ngoại" do Trung tâm băng nhạc Thanh Lan phát hành với không chỉ tiếng hát Sơn Ca mà còn nhiều giọng ca trước 1975 khác hiện đã ra nước ngoài sinh sống, đồng thời đi lưu diễn nhiều nơi.
Năm 1990, Sơn Ca ly hôn; năm 1995 bà tái giá với người chồng sau này và dọn đến sống thành phố Brisbane, Queensland, Úc.

## Băng nhạc

### Sơn Ca Hải Ngoại
- Sơn Ca 1 - Thương Quá Việt Nam (1983) - với Bùi Thiến
- Sơn Ca 2 - Cô Thắm Về Làng (1984, Thanh Lan CD 60)
- Sơn Ca 3 - Nhịp Cầu Tri Âm (1984, Mimosa CD 18)
- Sơn Ca 4 - Đưa Em Vào Hạ (1985)
- Sơn Ca 5 - Khói Lam Chiều
- Sơn Ca 6 - Nhạc Khiêu Vũ
- Sơn Ca 7 - Liên Khúc Tình Ca 2
- Sơn Ca 8 - Quán Gấm Đầu Làng
- Sơn Ca 9 - Mùa Thu Yêu Đương
- Sơn Ca 10 - Mùa Đông Của Anh
- Sơn Ca 11 - Chuyện Tình Lộng Ngọc Và Tiêu Sử
- Sơn Ca 12 - Sơn Ca Top 12
- Modern Sơn Ca 13 - New Wave Casanova
- Modern Sơn Ca 14 - New Wave Playboy
- Modern Sơn Ca 15 - New Wave Living In The Shuttle
- Modern Sơn Ca 16? - Xóa Tên Người Tình
- Sơn Ca 17 - Tấm Ảnh Ngày Xưa
- Sơn Ca 18? - Nhớ
- Sơn Ca Đặc Biệt - Ngày Cưới Em (Thanh Lan CD 36 và Làng Văn CD 107)
- Sơn Ca Đặc Biệt - Ngày Cưới Em 2 (Làng Văn 143 và Làng Văn CD 106)

### Trung tâm khác
- Thanh Lan 16 - Không Bao Giờ Quên Anh (1984) - với Băng Châu, Giao Linh, Thanh Tuyền, Trúc Mai
- Tú Quỳnh 5 - Thương Về Cố Đô (1985) - với nhiều ca sĩ
- Tú Quỳnh 28 - Bướm Trắng (1990) - với - với Tuấn Đạt, nhiếu ca sĩ
- Tú Quỳnh 84 - Bảo Thiên, Sơn Ca (1995) - Quán Gấm Đầu Làng, với Bảo Thiên
- Tú Quỳnh 89 - Trên Đường Quê (1996) - với Bảo Thiên, Phi Nhung
- Phượng Hoàng 12 - Chuyện Chúng Mình (1989) - với Tuấn Vũ, Tuấn Đạt, Khánh Dũng
- Phượng Hoàng 15 - Yêu Một Mình (1990) - với Tuấn Vũ, nhiễu ca sĩ
- Phượng Hoàng 24 - Ly Rượu Mừng (1991) - với Thanh Phong, nhiều ca sĩ
- Phượng Hoàng 46 - Đi Chơi Chùa Hương (1993) - Phượng Vũ, nhiều ca sĩ
- Rainbow - Những Bản Tình Ca Hay Nhất Của Phim Bộ Hồng Kông - với Bùi Thiện, nhiều ca sĩ
- Phượng Nga 4 - Rước Tình Về Với Quê Hương (1991) - với Bùi Thiện
- Mimosa CD 31 - Quán Gấm Đầu Làng (1993) - với Bùi Thiện
- Dream Studio 39 - Nắng Quê Mẹ (1994) - với Hương Lan, Duy Khánh, Duy Quang
- Thanh Hằng  - Tôi Bán Đường Tơ (1994) - với Thái Châu, Thanh Hằng, Tuấn Vũ
- Thanh Hằng 11 - Tơ Hồng (1994) - với Tuấn Vũ
- Thanh Hằng 24 - Hát Hội Trăng Rằm (1995) - với Phạm Hữu, Tuấn Vũ
- Làng Văn 196 - Bóng Hồng Việt Nam (1995) - với Phương Lam, Quang Bình
- Ca Dao 43 - Dân Ca Ba Miền (1999) - với Diệu Hoang, Thúy Lan

## Video

### Trung tâm Thúy Nga
| STT | Tiết mục                                                                                           | Thể hiện với      | Chương trình       | Năm  |
| --- | -------------------------------------------------------------------------------------------------- | ----------------- | ------------------ | ---- |
| 1   | Thương Quá Việt Nam (Phạm Thế Mỹ)                                                                  | đơn ca            | Paris By Night 2   | 1986 |
| 2   | LK Tình Ca                                                                                         | đơn ca            | Paris By Night 3   | 1986 |
| 3   | Tàu Về Quê Hương (Hồng Vân)                                                                        | Quang Bình        | Paris By Night 25  | 1994 |
| 4   | LK Nương Chiều, Gánh Lúa (Phạm Duy)                                                                | Phương Hồng Quế   | Paris By Night 30  | 1995 |
| 5   | LK Duyên Quê, Tình Ta Với Mình (Hoàng Thi Thơ)                                                     | Quang Bình        | Paris By Night 41  | 1997 |
| 6   | Đưa Em Qua Cánh Đồng Vàng (Hoàng Thi Thơ)                                                          | Bùi Thiện         | Paris By Night 47  | 1999 |
| 7   | Bài Ngợi Ca Quê Hương (Thanh Sơn)                                                                  | Thái Châu         | Paris By Night 83  | 2006 |
| 8   | Ai Nhớ Chăng Ai (Hoàng Thi Thơ)                                                                    | Họa Mi            | Paris By Night 134 | 2023 |
| 9   | LK Tình Quê Hương (Văn Cao, Việt Lang), Qua Cơn Mê (Trịnh Lâm Ngân), Cho Lần Cuối (Lê Uyên Phương) | Hương Lan, Họa Mi | Paris By Night 136 | 2024 |

### Trung tâm Mây
| STT | Tiết mục                    | Thể hiện với                   | Chương trình      | Năm  |
| --- | --------------------------- | ------------------------------ | ----------------- | ---- |
| 1   | Lối về xóm nhỏ (Trịnh Hưng) | Công Thành, Quốc Anh, Tuấn Đạt | Hollywood Night 8 | 1993 |

### Trung tâm Asia
| STT | Tiết mục                                     | Thể hiện với               | Chương trình | Năm  |
| --- | -------------------------------------------- | -------------------------- | ------------ | ---- |
| 1   | Rước tình về với quê hương (Hoàng Thi Thơ)   | Ngọc Huyền                 | Asia 65      | 2010 |
| 2   | Việt Nam Ơi! Ngày Vui Đã Tới (Hoàng Thi Thơ) | đơn ca                     | Asia 66      | 2010 |
| 3   | Ngày xuân vui cưới (Quốc Anh)                | Chí Tâm                    | Asia 67      | 2011 |
| 4   | Sài Gòn (Y Vân)                              | Phương Hồng Quế, Băng Châu | Asia 68      | 2011 |